# Luketz Swartbooi
Luketz Swartbooi, ibland stavat Lucketz, född 6 februari 1966 i Rehoboth, är en namibisk före detta friidrottare som tävlade i maratonlöpning.
Swartbooi deltog vid VM 1993 där han blev silvermedaljör efter att ha noterat tiden 2:14.11. I loppet blev han slagen bara av Mark Plaatjes som var 14 sekunder snabbare.
Han deltog vid Olympiska sommarspelen 2000 där han blev 48:a och vid VM 2001 slutade han på 28:e plats. 
2005 fick han en offentlig varning för misstänkt dopning.

## Personliga rekord
- Maraton - 2:09.08 från 1994